# Отештиј де Жос (Олт)
Отештиј де Жос (рум. Oteștii de Jos) насеље је у Румунији у округу Олт у општини Кунгреа. Oпштина се налази на надморској висини од 212 m.

## Становништво
Према подацима из 2002. године у насељу је живело 455 становника, од којих су сви румунске националности.